# انگیزه (فیلم ۲۰۲۳)
انگیزه (به هندی: Neeyat) (انگلیسی: Motive) فیلم هندی معمایی هندی-زبان، محصول سال ۲۰۲۳ است که کارگردانی آن برعهده آنو منون بود. در این فیلم ویدیا بالن به همراه بازیگرانی شامل رام کاپور، راهول بس، دیپانیتا شارما، شاشانک آرورا، شاهانا گوسوامی، نیراج کابی و آمریتا پوری بازی کرده‌اند. فیلم در روز ۷ ژوئیه ۲۰۲۳ اکران گردید.